# Ethniko Laiko Metopo
Ethniko Laiko Metopo (griechisch Εθνικό Λαϊκό Μέτωπο, deutsch etwa: Nationale Volksfront, kurz: ELAM) ist eine politische Partei in der Republik Zypern, die 2008 gegründet wurde und nationalistische, griechisch-zypriotisch-unionistische und EU-skeptische Positionen einnimmt. Sie gilt als rechtsextrem und rechtspopulistisch.
Die Partei ist seit der Parlamentswahl 2016 im zypriotischen Parlament und seit 2024 im EU-Parlament vertreten.
ELAM war seit ihrer Gründung etwa 10 Jahre lang eng mit der griechischen Chrysi Avgi verbunden und deshalb als neonazistisch eingestuft. Nach deren Verbot 2019 distanzierte sich ELAM von jenen und bemühte sich programmatisch und zum Teil personell um eine Deradikalisierung und parlamentarische Zusammenarbeit mit anderen Parteien in Zypern. Die Authentizität und Effektivität dieser Maßnahmen ist umstritten. So sollen sich ihre Kernthemen nicht geändert haben.
Am 7. Oktober 2023 verurteilte die Partei den Terrorangriff der Hamas auf Israel.
Der Versuch, anschlussfähig an den rechtspopulistischen Mainstream im Ausland zu werden, war schließlich 2024 erfolgreich, als es der zypriotischen Partei gelang eine Konferenz der Europäischen Konservativen und Reformer zu veranstalten und nach den Wahlen zum EU-Parlament im selben Jahr in diese Fraktion aufgenommen zu werden.

## Wahlergebnisse
| Jahr | Wahl                | Stimmen | %       | Sitze |
| ---- | ------------------- | ------- | ------- | ----- |
| 2009 | Europawahl 2009     | 663     | 0,22 %  | 0/6   |
| 2011 | Parlamentswahl 2011 | 4.354   | 1,08 %  | 0/56  |
| 2014 | Europawahl 2014     | 6.957   | 2,69 %  | 0/6   |
| 2016 | Parlamentswahl 2016 | 13.041  | 3,71 %  | 2/56  |
| 2019 | Europawahl 2019     | 23.167  | 8,25 %  | 0/6   |
| 2021 | Parlamentswahl 2021 | 24.255  | 6,78 %  | 4/56  |
| 2024 | Europawahl 2024     | 41.215  | 11,29 % | 1/6   |